# Дебо, Ги
Ги Анн Поль Мари Дебо (фр. Guy Anne Paul Marie Debbaudt, 18 мая 1936, Волюве-Сен-Пьер, Бельгия) — бельгийский хоккеист (хоккей на траве), полузащитник.

## Биография
Ги Дебо родился 18 мая 1936 года в бельгийском городе Волюве-Сен-Пьер.
В 1960 году вошёл в состав сборной Бельгии по хоккею на траве на Олимпийских играх в Риме, занявшей 11-е место. Играл на позиции нападающего, провёл 4 матча, забил 1 мяч в ворота сборной Великобритании.